# Heinrich Freiherr von Stackelberg
Heinrich Freiherr von Stackelberg (ur. 18/31 października 1905 w Kudinowie koło Moskwy, zm. 12 października 1946 w Madrycie) – niemiecki ekonomista, znany z modelu Stackelberga.

## Życiorys
Urodził się w Kudinowie koło Moskwy i w tych okolicach spędził dzieciństwo. Jego ojciec pracował w Rosji. Po wybuchu I wojny światowej przeniósł się wraz z rodziną do Jałty na Krymie. W latach 1918/1919 jego rodzina przedostała się przez Estonię do Niemiec i zamieszkała na Górnym Śląsku w miejscowości Ratibor (obecnie Racibórz, Polska). Tutaj uczęszczał w latach 1919–1923 do liceum. W 1923 r. wraz z rodziną przeniósł się do Kolonii, gdzie w 1924 r. zdawał maturę. Następnie rozpoczął studia matematyczne na Uniwersytecie w Kolonii, jednak przeniósł się na ekonomię i w 1927 r. uzyskał dyplom.
W latach 1928–1935 był asystentem na uczelni, w 1930 r. uzyskał stopień doktora pracą: „Grundlagen einer reinen Kostentheorie” (pol. Podstawy teorii kosztów czystych), a w 1934 r. habilitował się pracą „Marktform und Gleichgewicht” (pol. Struktura rynkowa i równowaga).
W 1937 roku został mianowany profesorem nadzwyczajnym (ao. Professor) na Uniwersytecie w Berlinie. Po rozpoczęciu II wojny światowej został wezwany na front. W 1943 r. został zwolniony ze służby wojskowej z powodu choroby i następnie został wyznaczony na stanowisko profesora wizytującego na Uniwersytecie w Madrycie.
Zmarł na chłoniaka w 1946 r. Stackleberg był od 1931 r. członkiem NSDAP, a od 1933 r. był członkiem SS i miał tytuł Scharführera. Źródła podają, że podjął on nieudana próbę odejścia z SS.

## Badania
Stackelberg podważał model konkurencji doskonałej, w której firmy nie mają wpływu na cenę oraz zachowanie konkurentów.
W jego modelu duopolu znajduje się lider i naśladowca. Lider wykorzystuje podsiadaną wiedzę i dzięki temu osiąga większy zysk – robi to kosztem naśladowcy.
Uważał on, że państwo powinno interweniować w kształtowanie się cen oraz zmieniać strukturę samego rynku – na przykład tworząc kartele – gdyż dzięki temu łatwiej jest nadzorować rynek. Pisał on, że państwo ma być liderem dla rynku; używał on terminu autorytet państwa (staatliche Autorität).

## Nieścisłości biograficzne
W źródłach pojawiają różne daty urodzenia Stackelberga. Knut Borschardt podaje dwie daty 18 października 1905 oraz 31 października 1905 Natomiast pojawia się też data 30 października 1905, jednak w źródle artykułu, w którym podana jest ta data, widnieje data 31 października 1905, co sugeruje błąd redakcyjny.

## Publikacje[6]
- Grundlagen einer reinen Kostentheorie Stackelberg, Heinrich von. – Wien: Springer, 1932
- Marktform und Gleichgewicht Stackelberg, Heinrich von. – Wien: Springer, 1934
- Der Weg der deutschen Währungspolitik Stackelberg, Heinrich von. – Bonn: Bonner Univ. Buchdr., 1942
- Grundzüge der theoretischen Volkswirtschaftslehre Stackelberg, Heinrich von. – Stuttgart: Kohlhammer, 1943